# كايل ريتشاردز
كايل ريتشاردز (بالإنجليزية: Kyle Richards)‏ (و. 1969 – م) هي ممثلة، وممثلة تلفزيونية، من الولايات المتحدة الأمريكية، ولدت في هوليوود، كاليفورنيا.

## وصلات خارجية
- كايل ريتشاردز على موقع IMDb (الإنجليزية)
- كايل ريتشاردز على موقع إن إن دي بي (الإنجليزية)
- كايل ريتشاردز على موقع قاعدة بيانات الفيلم (الإنجليزية)
- كايل ريتشاردز على موقع كينوبويسك (الروسية)